# Семёнов, Сергей Викторович
Сергей Викторович Семёнов (род. 10 августа 1995, Тула) — российский борец греко-римского стиля, бронзовый призёр Олимпийских игр 2016 года в Рио-де-Жанейро и Олимпийских игр 2020 года в Токио, чемпион мира, двукратный чемпион Европы, чемпион России, серебряный призёр Кубка мира, серебряный призёр Европейских игр 2019 года (после дисквалификации Кирилла Грищенко). Заслуженный мастер спорта России. Член сборной команды страны с 2015 года. Живёт в Москве, начинал заниматься борьбой в секции «Туламашзавода» у Валентина Прусова.

## Спортивные результаты
- Первенство Европы среди кадетов 2012 — ;
- Первенство мира среди юниоров 2013 — ;
- Первенство Европы среди юниоров 2013 — ;
- Первенство мира среди юниоров 2014 — ;
- Первенство Европы среди юниоров 2014 — ;
- Мемориал Олега Караваева 2015 — ;
- Кубок Алроса 2015 — ;
- Первенство мира среди юниоров 2015 — ;
- Первенство Европы среди молодёжи 2015 — ;
- Чемпионат России по греко-римской борьбе 2016 — ;
- Кубок европейских наций 2016 — ;
- Кубок Алроса 2016 — ;
- Гран-при Испании 2016 — ;
- Кубок России 2016 — ;
- Гран-при Ивана Поддубного 2016 — ;
- Чемпионат России по греко-римской борьбе 2017 — ;
- Первенство мира среди молодёжи 2017 — [4];
- Гран-при Ивана Поддубного 2017 — [5];
- Чемпионат России по греко-римской борьбе 2018 — ;
- Клубный чемпионат мира по греко-римской борьбе 2018 — ;
- Мемориал Любомира Ивановича-Геджи 2018 — ;
- Мемориал Вахтанга Балавадзе и Гиви Картозии 2018 — ;
- Гран-при Ивана Поддубного 2018 — [6];
- Кубок России 2020 — ;
- Чемпионат России по греко-римской борьбе 2020 — ;
- Чемпионат России по греко-римской борьбе 2021 —
- Чемпионат России по греко-римской борьбе 2023 —
- В апреле 2024 года на Европейском квалификационном турнире в Баку ему удалось завоевать лицензию для своей страны на летние Олимпийские игры 2024 в весовой категории до 130 кг.

## Награды
- Медаль ордена «За заслуги перед Отечеством» II степени (25 августа 2016 года) — за высокие спортивные достижения на Играх XXXI Олимпиады 2016 года в городе Рио-де-Жанейро (Бразилия), проявленные волю к победе и целеустремленность[7]
- Медаль ордена «За заслуги перед Отечеством» I степени (11 августа 2021 года) — за большой вклад в развитие отечественного спорта, высокие спортивные достижения, волю к победе, стойкость и целеустремленность, проявленные на Играх XXXII Олимпиады 2020 года в городе Токио (Япония)[8]
- Медаль «За укрепление боевого содружества» (14 августа 2021)[9][10]